# Carentoir
Carentoir (Karantoer trong tiếng Bretagne) là một xã ở tỉnh Morbihan trong vùng Bretagne tây bắc Pháp. Xã này có diện tích 59,02 km², dân số năm 1999 là 2544 người. Khu vực này có độ cao từ 7-109 mét trên mực nước biển.
Cư dân của Carentoir danh xưng trong tiếng Pháp là Carentoriens.